# Лазутина, Лариса Евгеньевна
Лари́са Евге́ньевна Лазу́тина (урождённая Пти́цына; род. 1 июня 1965, Кондопога, Карельская АССР) — советская и российская лыжница, пятикратная олимпийская чемпионка, многократная чемпионка мира. Двукратная обладательница Кубка мира. Герой Российской Федерации (1998). Заслуженный мастер спорта СССР (1987), Заслуженный мастер спорта России (1994). С 2003 года — политический деятель.

## Биография
В 1972 году поступила в кондопожскую среднюю школу № 1. По окончании школы поступила в Хабаровский институт физической культуры, который окончила, получив специальность тренера-преподавателя. Также училась в Карельском государственном педагогическом институте на факультете физического воспитания.
Стала заниматься лыжным спортом с 11 лет в кондопожской ДЮСШ (первые тренеры — Л. В. Мельникова, Л. В. Яковлева, Ю. А. Яковлев). В студенческие годы добилась первых серьезных успехов. В 1984 году вошла в состав сборной СССР по лыжным гонкам. Тренером стал Николай Лопухов.
В сезоне 1983/1984 дебютировала на взрослом Кубке мира. 24 марта 1984 года на этапе в Мурманске заняла 15 место в гонке на 10 км классикой, выиграв свои первые кубковые очки. Заняла 49 место по итогам Кубка мира.
В сезоне 1984/1985 стала чемпионкой мира среди юниоров. Вместе с командой выиграла золото в эстафете 3х5 км.
В сезоне 1985/1986 Птицына уже на постоянной основе участвовала во взрослом Кубке мира. В итоговой классификации она на 25 месте.
Впервые участвовала на чемпионате мира в немецком Оберсдорфе и стала чемпионкой в эстафете. На этом чемпионате выиграла бронзовую медаль на дистанции 20 км свободным стилем. С 1987 года стала выступать под фамилией Лазутина, выйдя замуж за лыжника Геннадия Лазутина.
В сезоне 1988/1989 заняла 5 место по итогам Кубка мира. На чемпионате мира в финском Лахти завоевала серебро в гонке на 30 км свободным стилем, уступив только Елене Вяльбе.
На Кубке мира 1989/1990 Лазутина завоевала Большой Хрустальный глобус. Выиграла первую индивидуальную гонку на Кубке мира. 15 декабря 1989 года победила на этапе в канадском Тандер-Бее в гонке на 15 км классическим стилем. По ходу сезона еще шесть раз поднималась на пьедестал в личных гонках (один раз была второй и пять раз третьей).
Сезон 1990/1991 пропустила из-за рождения дочери Алисы.
В сезоне 1991/1992 участвует в олимпийских играх в Альбервилле. Стала олимпийской чемпионкой в эстафете (стартовала на 3 этапе свободным стилем). В итоговой классификации Кубка мира заняла 11 место.
Кубок мира 1992/1993 завершила на четвертом месте. На чемпионате мира в шведском Фалуне стала двукратной чемпионкой (победила в составе эстафеты и в гонке на 5 км классикой) и завоевала серебро в гонке преследования на 10 км коньком, где лишь на финише ее и Любовь Егорову обошла итальянка Стефания Бельмондо.
В сезоне 1993/1994 продолжает выступать стабильно хорошо, завершив сезон на пятом месте в общем зачете. На этапах Кубка мира гонщица побеждает на двух этапах (в том числе один раз в эстафете) и дважды занимает второе место (один раз в составе эстафеты). Участвует в Олимпиаде в норвежском Лиллехаммере, где во второй раз в карьере выигрывает золотую медаль в эстафете (стартовала на 2 этапе классическим стилем). Как и двумя годами ранее в Альбервилле, на этой Олимпиаде победно выступила Любовь Егорова, выигравшая три золотых медали.
Сезон 1994/1995 годов стал одним из лучших в карьере Лазутиной. На этапах Кубка мира она выиграла одну личную гонку и четырежды победила в составе эстафетных гонок. На чемпионате мира в канадском Тандер-Бее выиграла четыре золотые медали из пяти разыгранных (победила в эстафете, в личных гонках на 5 км классикой, 10 км свободным стилем (преследование) и 15 км классикой). Только в гонке на 30 км коньком, где первенствовала Вяльбе, Лариса Лазутина не смогла завоевать медаль. Сезон завершила на третьем месте общего зачета.
В сезоне 1995/1996 удержала третье место в общем зачете Кубка мира. Выиграла пять гонок (четыре в составе эстафеты) и еще пять раз занимала места на пьедестале.
На Кубке мира 1996/1997 выиграла две эстафетные гонки и еще трижды занимала вторые места (два раза в составе эстафеты). В итоговой классификации стала восьмой, в зачете спринтов — десятой, в дистанционных видах — шестой. На чемпионате мира в норвежском Тронхейме стала чемпионкой в составе эстафеты.
После сезона 1996/97 официально объявила о завершении спортивной карьеры. Однако, в начале межсезонья руководителям Федерации лыжных гонок России удалось убедить спортсменку продолжить соревноваться. У нее появился новый спонсор («Роснефть-Сахалинморнефтегаз»), и Лазутина ушла на самоподготовку.
В сезоне 1997/98 после ухода Вяльбе Лазутина завоевала второй в карьере Большой Хрустальный глобус, в дистанционных дисциплинах выиграла Малый Хрустальный глобус, а в спринте была второй вслед за норвежкой Бенте Мартинсен. Шесть раз первенствовала на этапах Кубка мира (дважды в эстафете) и еще пять раз стояла на пьедестале. На Олимпийских играх в Нагано во всех пяти гонках выиграла медали. Завоевала три олимпийских золота — гонки на 5 км классикой и преследование на 10 км коньком, а также эстафета 4х5 км (стартовала на 4 этапе свободным стилем). Завоевала серебро на 15 км классикой и бронзу в гонке на 30 км свободным стилем.
В Кубке мира 1998/99 выигрывает четыре гонки (дважды в составе эстафеты), была третьей в одной из индивидуальных гонок. На чемпионате мира в австрийском Рамзау выиграла два золота — в гонке на 30 км классикой и в эстафете (бежала второй этап классикой). Сезон Лазутина завершила на пятом месте в общем зачете, на третьем — в дистанционных дисциплинах, на шестом — в спринте.
На Кубке мира 1999/2000годов выиграла четыре индивидуальных старта и пять раз стояла на подиумах в отдельных гонках. Сезон закончила на третьем месте в общем зачете, завоевала Малый Хрустальный глобус в дистанционных дисциплинах.
В Кубке мира 2000/01 35-летняя лыжница заняла третье место. Побеждала на трех этапах (один раз в составе эстафеты). На чемпионате мира в Лахти выиграла три медали разного достоинства (золото в эстафете, серебро в комбинированной гонке 2х5 км и бронзу в гонке 10 км классикой).
Итогом лыжной карьеры Лазутиной на Кубке мира стали 21 победа в индивидуальных гонках и 62 подиума, а также два сезона в статусе сильнейшей лыжницы планеты. Она многократная чемпионка мира и олимпийских игр.

### Дисквалификация
Олимпийский сезон 2002 г. стал завершающим и одновременно скандально-резонансным для лыжницы. Она целенаправленно готовилась к Олимпиаде в Солт-Лейк-Сити и подошла к главным стартам в отличной спортивной форме. На старте соревнований выиграла две серебряные медали. Однако, после выигранной золотой медали в труднейшем марафоне на 30 км классикой была уличена в применении дарбепоэтина — разновидность эритропоэтина. МОК забрал у Лазутиной золотую медаль. Она была отстранена от Игр на два года решением Международного спортивного арбитражного суда. (как и другая российская чемпионка этих Игр Ольга Данилова). 29 июня 2003 года на заседании МОК в Праге было принято решение о дисквалификации и об аннулировании всех спортивных результатов Лазутиной в международных соревнованиях после декабря 2001 года.

### Дальнейшая деятельность
В 2002 году присвоено звание — майор Российской армии.
В 2003—2007 и 2007—2011 годах избиралась депутатом Московской областной Думы, работала председателем Комитета по вопросам образования, культуры, спорта, делам молодежи и туризма Московской областной Думы.
Являлась членом Совета по физической культуре и спорту при Президенте Российской Федерации.
В 2011 году избрана депутатом Московской областной Думы по Одинцовскому одномандатному округу № 14 от партии «Единая Россия». Председатель Комитета по вопросам образования и культуры Московской областной Думы.
В 2016 году вновь избрана депутатом Московской областной думы. Первый заместитель председателя Московской областной думы.

### Обвинения в плагиате
Лариса Лазутина в 2007 году окончила с отличием Российскую академию государственной службы при Президенте Российской Федерации по специальности «юриспруденция» и получила степень кандидата экономических наук. Согласно исследованию сетевого сообщества «Диссернет» диссертация Лазутиной, включая заключение, является плагиатом.

### Кубок мира Ларисы Лазутиной (сезон 1989/90)
Общий зачёт
| Место | Спортсмен          | Очки |
| ----- | ------------------ | ---- |
| 1     | Лариса Лазутина    | 146  |
| 2     | Елена Вяльбе       | 137  |
| 3     | Труде Дюбендаль    | 136  |
| 4     | Светлана Нагейкина | 134  |
| 5     | Мануэла ди Чента   | 126  |

### Кубок мира Ларисы Лазутиной (сезон 1997/98)
| Место | Спортсмен           | Очки |
| ----- | ------------------- | ---- |
| 1     | Лариса Лазутина     | 773  |
| 2     | Бенте Мартинсен     | 625  |
| 3     | Стефания Бельмондо  | 544  |
| 4     | Анита Моэн          | 462  |
| 5     | Марит Миккельспласс | 416  |

| Место | Спортсмен          | Очки |
| ----- | ------------------ | ---- |
| 1     | Лариса Лазутина    | 293  |
| 2     | Светлана Нагейкина |      |
| 3     | Стефания Бельмондо | 208  |
| 4     | Ольга Данилова     | 164  |
| 5     | Елена Вяльбе       | 136  |

| Место | Спортсмен           | Очки |
| ----- | ------------------- | ---- |
| 1     | Бенте Мартинсен     | 525  |
| 2     | Лариса Лазутина     | 480  |
| 3     | Стефания Бельмондо  | 355  |
| 4     | Анита Моэн          | 336  |
| 5     | Марит Миккельспласс | 281  |

## Результаты Ларисы Лазутиной на Кубке мира
| Сезон     | Генеральный зачет | Генеральный зачет | Дистанционные виды | Дистанционные виды       | Спринт | Спринт |
| Сезон     | Очки              | Место             | Очки               | Место                    | Очки   | Место  |
| --------- | ----------------- | ----------------- | ------------------ | ------------------------ | ------ | ------ |
| 1983/84   | 6                 | 49.               | -                  | -                        | -      | -      |
| 1984/85   | -                 | -                 | -                  | -                        | -      | -      |
| 1985/86   | 12                | 25.               | -                  | -                        | -      | -      |
| 1986/87   | 46                | 13.               | -                  | -                        | -      | -      |
| 1987/88   | -                 | -                 | -                  | -                        | -      | -      |
| 1988/89   | 89                | 5.                | -                  | -                        | -      | -      |
| 1989/90   | 146               | 1.                | -                  | -                        | -      | -      |
| 1990/91   | -                 | -                 | -                  | -                        | -      | -      |
| 1991/92   | 45                | 11.               | -                  | -                        | -      | -      |
| 1992/93   | 519               | 4.                | -                  | -                        | -      | -      |
| 1993/94   | 458               | 5.                | -                  | -                        | -      | -      |
| 1994/95   | 785               | 3.                | -                  | -                        | -      | -      |
| 1995/96   | 732               | 3.                | -                  | -                        | -      | -      |
| 1996/97   | 366               | 8.                | 136                | 6.                       | 130    | 10.    |
| 1997/98   | 773               | 1.                | 293                | 1.                       | 480    | 2.     |
| 1998/99   | 648               | 5.                | 343                | 3.                       | 305    | 6.     |
| 1999/2000 | 1008              | 3.                | 360 553            | 1. 3.(средние дистанции) | 95     | 15.    |
| 2000/01   | 893               | 3.                | -                  | -                        | 103    | 15.    |
| 2001/02   | 44                | 54.               | -                  | -                        | -      | -      |

## Награды
- Герой Российской Федерации (27 февраля 1998) — за выдающиеся достижения в спорте, мужество и героизм, проявленные на XVIII зимних Олимпийских играх 1998 года[6]
- Орден «За заслуги перед Отечеством» IV степени (5 ноября 2020) — за большой вклад в развитие парламентаризма, активную законотворческую деятельность и многолетнюю добросовестную работу[7].
- Орден Почёта (3 февраля 2015) — за активную законотворческую деятельность и многолетнюю добросовестную работу[8]
- Орден Дружбы народов (22 апреля 1994) — за высокие спортивные достижения на XVII зимних Олимпийских играх 1994 года[9]
- Заслуженный работник физической культуры Республики Карелия (1995)
- Почётный гражданин Республики Карелия (1999)[10]
- Знак отличия «За заслуги перед Московской областью» III степени (15 декабря 2008)[11]
- Орден «Сампо» (28 октября 2019, Республика Карелия) — за особо выдающиеся заслуги перед Республикой Карелия и её жителями в области культуры, искусства, науки, спорта, здравоохранения, государственного строительства и особо выдающиеся достижения в экономической, социально-культурной, государственной и общественной деятельности[12]
- Почётный гражданин города Одинцово (1999). На Аллее Почётных граждан города Одинцово установлен бюст.

## Семья
Муж — Геннадий Лазутин (род. 1966), выступал в лыжных гонках на Олимпийских играх 1994 года. Дети — дочь Алиса (род. 1991 или 1992), сын Даниил (род. 2003) нападающий системы хоккейного клуба СКА (Санкт-Петербург).
6 сентября 2002 года в рамках празднования 45-летия подмосковного города Одинцово открытая после реконструкции лыжероллерная трасса вошла в состав Спортивного парка отдыха им. Героя России Ларисы Лазутиной.